# Angela Fox (Komponistin)
Angela Fox (* 1976) ist eine US-amerikanische Komponistin, Sängerin, Chordirigentin, Tänzerin und Choreographin.
Fox studierte Musiktheorie, Komposition und Tanz an der St. Cloud State University. Sie wurde dort in das Vocal Performance Program aufgenommen und war Solistin des Konzertchores und des Operntheaters. Sie tourte mit den Carpenter's Tools, trat im Rundfunk und Fernsehen auf und nahm 2005 am WE Fest, dem größten Coutryfestival in Minnesota teil. 2006 veröffentlichte sie ihre Debüt-CD Gravity.
Für das St. Cloud State Repertory Dance Theater arbeitete Fox als Komponistin, Choreographin und Tänzerin. Ihr Stück Shadows of Light wurde bei der Martin Luther King Celebration am Concordia College aufgeführt. Sie komponierte die Musik für die Theaterproduktion Tale of the Last Formicans und wirkte zwei Jahre am Theater L'Homme Dieu als Choreographin, Tänzerin und Schauspielerin. Fünf Jahre lang war sie Leiterin des Kirchen- und des Jugendchores, Klavier- und Gesangssolistin und Komponistin bei der River Hills United Methodist Church in Burnsville. Sie gibt privaten Klavierunterricht und ist Mitinhaberin von South of the River Music, einer Gesellschaft, die sich dem privaten Musikunterricht insbesondere für Kleinkinder bis zum vierten Lebensjahr widmet.